# 瑪麗亞鎮 (阿根廷)

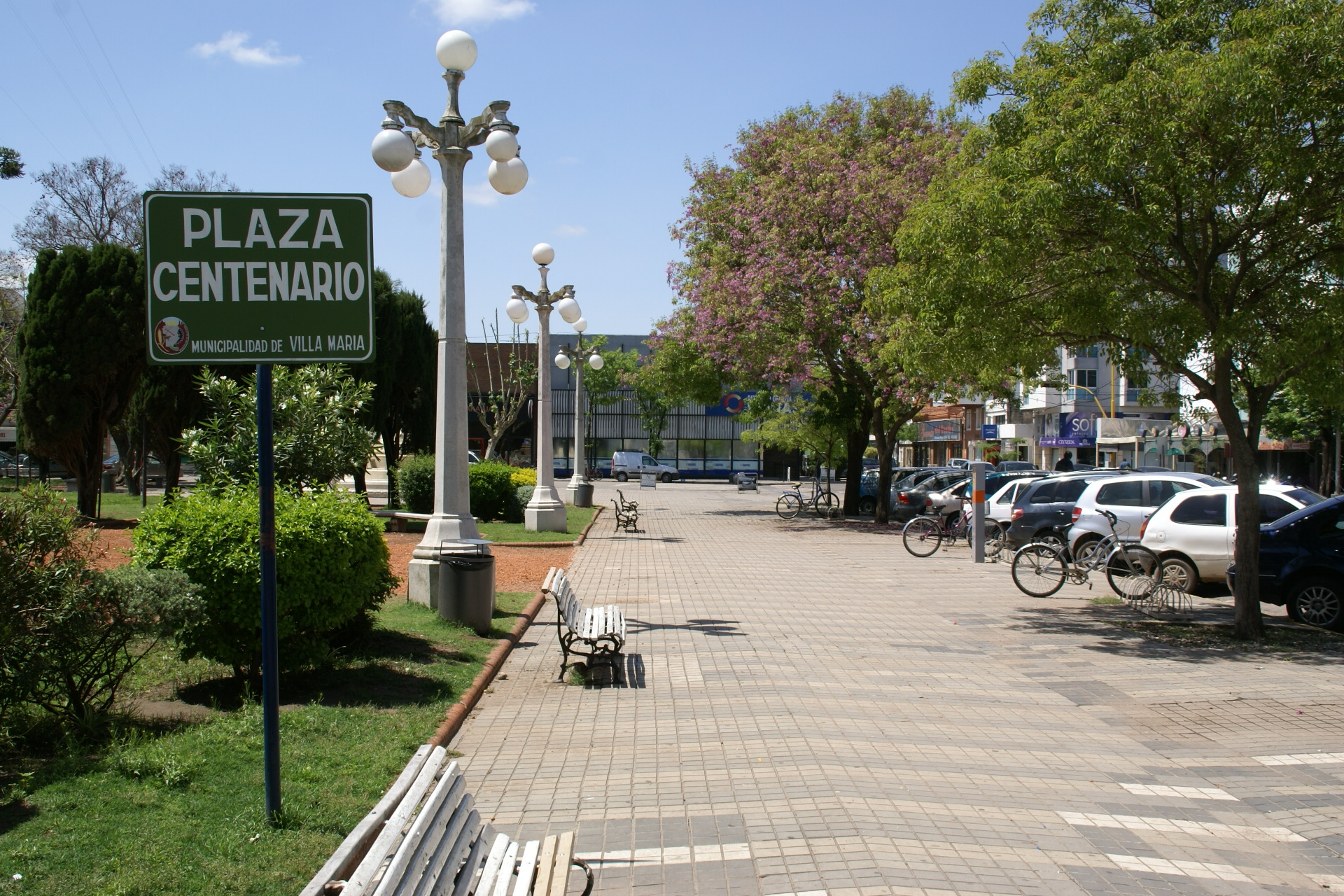
瑪麗亞鎮

瑪麗亞鎮是阿根廷的城市，位於該國北部，距離首府科爾多瓦140公里，由科爾多瓦省負責管轄，海拔高度196米，主要經濟活動是貿易業和農業，2001年人口72,162。

## 外部連結
- Official website （页面存档备份，存于）
- Daily Newspaper （页面存档备份，存于）
- Villa Maria Portal （页面存档备份，存于）